# Newtonia brunneicauda
La newtonia común (Newtonia brunneicauda) es una especie de ave paseriforme de la familia Vangidae endémica de Madagascar.

## Descripción
Mide alrededor de 12 cm de longitud. Tiene el plumaje de las partes superiores de color pardo grisáceo y el de las inferiores blanquecino anteado. Su pico negro es fino y con la punta ligeramente curvada hacia abajo, y sus ojos son blanquecino amarillentos.

## Distribución y hábitat
Se encuentra tanto en las selvas húmedas como en los bosques secos de Madagascar

## Galería

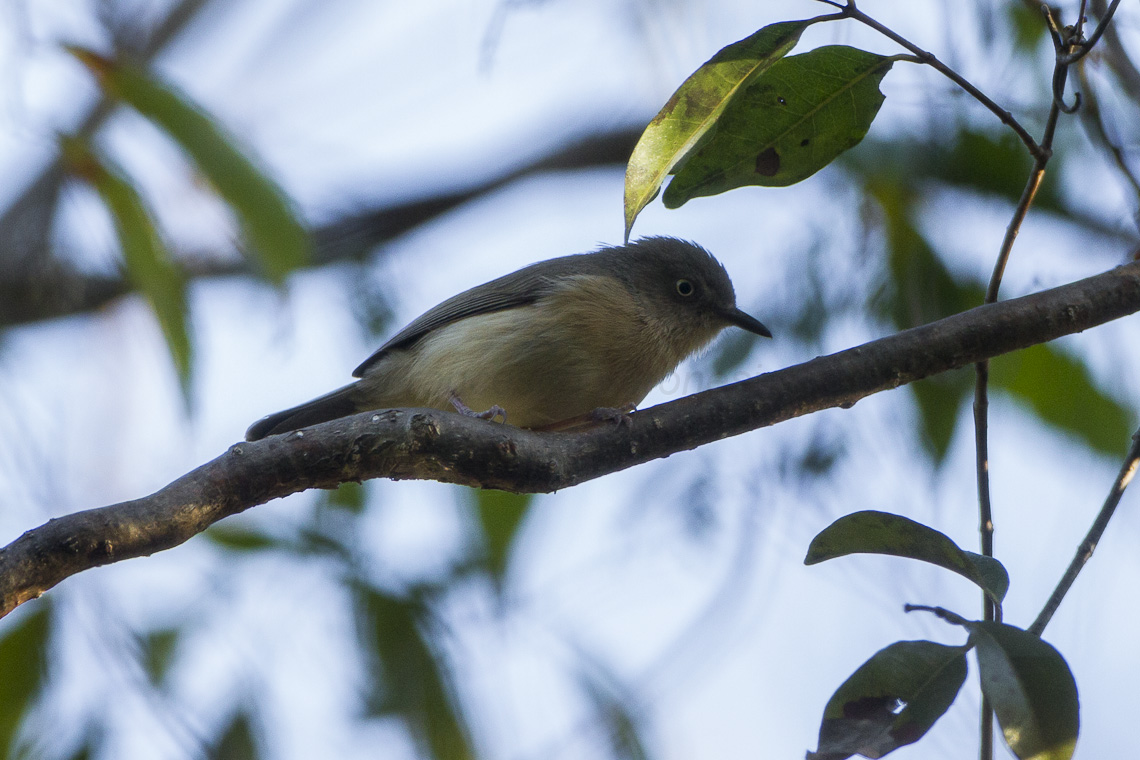
Newtonia común posada en un árbol.
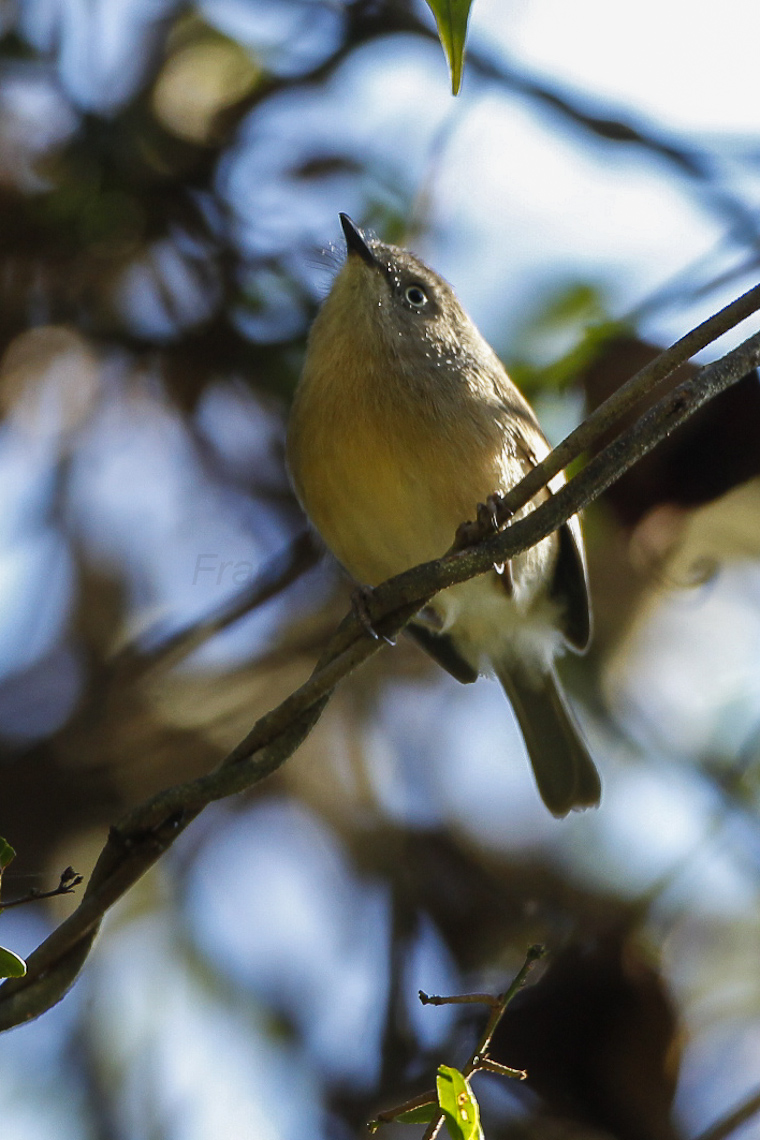
Newtonia común posada en un árbol.